# Omloop van het Houtland 2011
L'Omloop van het Houtland 2011, sessantasettesima edizione della corsa, valido come evento dell'UCI Europe Tour 2011 categoria 1.1, si svolse il 21 settembre 2011 per un percorso di 193,6 km. Fu vinto dal belga Guillaume Van Keirsbulck, che terminò la gara in 4h17'00" alla media di 45,19 km/h.
Dei 172 ciclisti alla partenza furono in 102 a portare a termine il percorso.

## Squadre partecipanti
| N.     | Cod. | Squadra                      |
| ------ | ---- | ---------------------------- |
| 1-10   | VWA  | Verandas Willems-Accent      |
| 11-20  | QST  | Quickstep Cycling Team       |
| 21-28  | OLO  | Omega Pharma                 |
| 31-40  | RAB  | Rabobank Cycling Team        |
| 41-49  | VCD  | Vacansoleil-DCM              |
| 51-60  | BMC  | BMC Racing Team              |
| 61-70  | SKS  | Skil-Shimano                 |
| 71-78  | LAN  | Landbouwkrediet              |
| 81-90  | TSV  | Topsport Vlaanderen-Mercator |
| 91-100 | FDJ  | FDJ                          |

| N.      | Cod. | Squadra                            |
| ------- | ---- | ---------------------------------- |
| 101-110 | SAU  | Saur-Sojasun                       |
| 111-117 | APP  | Team NetApp                        |
| 121-130 | SKT  | An Post-Sean Kelly Team            |
| 131-140 | QCT  | Donckers Koffie-Jelly Belly        |
| 141-149 | JVB  | Jong Vlaanderen-Bauknecht          |
| 151-160 | WBC  | Wallonie Bruxelles-Crédit Agricole |
| 161-170 | NSP  | Team NSP                           |
| 171-180 | CCD  | Differdange-Magic-sportfood.de     |
| 181-190 | CMD  | Colba-Mercury                      |
| 191-200 | RIJ  | Cyclingteam De Rijke               |

## Ordine d'arrivo (Top 10)
| Pos. | Corridore           | Squadra         | Tempo    |
| ---- | ------------------- | --------------- | -------- |
| 1    | G. Van Keirsbulck   | Quickstep       | 4h17'00" |
| 2    | Stefan van Dijk     | Verandas Wil.   | s.t.     |
| 3    | Mark McNally        | An Post         | s.t.     |
| 4    | Timon Seubert       | NetApp          | s.t.     |
| 5    | Bram Tankink        | Rabobank        | s.t.     |
| 6    | John Murphy         | BMC             | s.t.     |
| 7    | Sven Vandousselaere | Omega Pharma    | s.t.     |
| 8    | Roy Curvers         | Skil-Shimano    | s.t.     |
| 9    | Sascha Weber        | Differdange     | a 2"     |
| 10   | Aidis Kruopis       | Landbouwkrediet | a 17"    |